# Jordan Hawkins
Jordan Dorrell Hawkins (Gaithersburg, Maryland, 29 de abril de 2002) es un baloncestista estadounidense que pertenece a la plantilla de los New Orleans Pelicans de la NBA. Con 1,96 metros de estatura, juega en la posición de escolta.

## Trayectoria deportiva

### Universidad
Jugó dos temporadas con los Huskies de la Universidad de Connecticut, en las que promedió 11,8 puntos, 3,0 rebotes y 1,0 asistencias por partido. En su segunda temporada fue incluido en el mejor quinteto de la Big East Conference tras promediar 16,2 puntos, 3,8 rebotes y 1,3 asistencias por partido.
fue nombrado el jugador más destacado del West Regional del torneo de la NCAA de 2023 después de promediar 22 puntos y cuatro rebotes en los partidos del Sweet Sixteen y Elite Eight de los Huskies. Anotó 16 puntos ante San Diego State en la final del campeonato, en la que los Huskies se impusieron por 76-59. Poco después del partido, Hawkins anunció que renunciaría al resto de su elegibilidad universitaria e ingresaría al draft de la NBA de 2023.

#### Estadísticas
| Año     | Equipo | PJ | PT | MPP  | %TC  | %3P  | %TL  | RPP | APP | ROB | TPP | PPP  |
| ------- | ------ | -- | -- | ---- | ---- | ---- | ---- | --- | --- | --- | --- | ---- |
| 2021–22 | UConn  | 27 | 4  | 14.7 | .353 | .333 | .821 | 2.0 | .5  | .3  | .3  | 5.8  |
| 2022–23 | UConn  | 37 | 37 | 29.4 | .409 | .388 | .887 | 3.8 | 1.3 | .7  | .5  | 16.2 |
| Total   | Total  | 64 | 41 | 23.2 | .396 | .376 | .872 | 3.0 | 1.0 | .5  | .4  | 11.8 |

### Profesional
Fue elegido en la decimocuarta posición del Draft de la NBA de 2023 por los New Orleans Pelicans.
En la pretemporada de esta misma campaña, Jordan Hawkins disputó los 4 partidos que jugó su equipo jugando de media 21 minutos y promediando 10,5 puntos, 2 rebotes y 1,2 asistencias por partido. El 7 de noviembre consigue ante Denver Nuggets 31 puntos, incluyendo 7 triples. El 14 de enero de 2024 consigue su marca personal de 34 puntos contra Dallas Mavericks, liderando a su equipo en una victoria por 118-108.

## Estadísticas de su carrera en la NBA

### Temporada regular
| Año     | Equipo      | PJ  | PT | MPP  | %TC  | %3P  | %TL  | RPP | APP | ROB | TPP | PPP  |
| ------- | ----------- | --- | -- | ---- | ---- | ---- | ---- | --- | --- | --- | --- | ---- |
| 2023-24 | New Orleans | 67  | 10 | 17.3 | .382 | .366 | .838 | 2.2 | 1.0 | .3  | .1  | 7.8  |
| 2024-25 | New Orleans | 56  | 9  | 23.6 | .372 | .331 | .816 | 2.8 | 1.2 | .5  | .4  | 10.8 |
| Total   | Total       | 123 | 19 | 20.2 | .376 | .348 | .826 | 2.5 | 1.1 | .4  | .2  | 9.2  |

### Playoffs
| Año   | Equipo      | PJ | PT | MPP | %TC  | %3P  | %TL | RPP | APP | ROB | TPP | PPP |
| ----- | ----------- | -- | -- | --- | ---- | ---- | --- | --- | --- | --- | --- | --- |
| 2024  | New Orleans | 3  | 0  | 3.8 | .000 | .000 | —   | .7  | .0  | .0  | .0  | .0  |
| Total | Total       | 3  | 0  | 3.8 | .000 | .000 | —   | .7  | .0  | .0  | .0  | .0  |